# Traumáinkon innen és túl (film)
A Traumáinkon innen és túl egy 2020-ban bemutatott dokumentumfilm, amely olyan emberek történetét mutatja meg, akik árvaházban vagy nevelőszülőknél, nagyon nehéz körülmények között nőttek fel, mégis túl tudták tenni magukat gyerekkori traumáikon, és képesek voltak ennek ellenére kiegyensúlyozott, boldog felnőtté válni. A film rendezője Skrabski Fruzsina, és az M5-ös csatornán került bemutatásra, valamint az Indafilmen a mai napig megtekinthető.

## Szinopszis
"A tréner, a szociális munkás, az író, a humorista, a futóverseny-szervező. Mindannyian gyermekkori traumákon mentek keresztül, mégis kiváló felnőttek váltak belőlük. Mi a titkuk? Pszichológusokkal beszélgetnek, hogy lehet valaki nehéz gyerekkor után „normális” szülő. A három riporter: Skrabski Fruzsina, Szabó Borbála és Bodacz Balázs ered történetük nyomába. Böjte Csabát is bevonják, aki több ezer árva gyermekből nevelt sikeres felnőttet. Végül a főszereplők családtagjait is megismerjük, akik bemutatják őket egy játék keretében, hogy miért váltak belőlük jó anyák, apák, férjek, feleségek."

## Főszereplők
- Böjte Csaba – ferences szerzetes, akinek több mint 6000 gyerek nevelkedett a nevelőotthonaiban, de közülük összesen mindössze egy került börtönbe.
- Tóth Zsé Ferenc – állami gondozásban felnőtt, börtönt is megjárt súlyos látássérült, gondozó egy fogyatékos otthonban. Megszerezte 3. diplomáját is, és a szegény gyerekeken segítő Tündérkör Alapítványt vezeti. Megnyerte a Három Királyfi, Három Királylány Mozgalom Kopp-Skrabski-díját.
- Bagi Iván – parodista, humorista, költő. Több mint 25 éve együtt szerepel Nacsa Olivérrel. Munkásságukért, a Bagi-Nacsa Show-ért Karinthy-gyűrű díjat is kaptak. Nagyon nehéz élete volt, borzalmas árvaházakban nőtt fel, és saját erejéből küzdötte fel magát elismert humoristává.
- Szabó Borbála – író, a Nincsenapám, seanyám életrajzi könyv szerzője, amelyben egy gyerek szemével írja le a válás borzalmát, és az ennek következtében alkoholistává vált édesanyjával való küzdelmeit. Több könyv és színdarab szerzője, négygyerekes édesanya.
- Danó Éva – a gyerekvédelemben esetmenedzser, aki cigány családban nőtt fel; édesapja alkoholista, szülei munkanélküliek voltak. Rengeteg bántalmazás érte gyerekkorában, amit megírt, és megnyerte vele a Terézanyu novellapályázatot. Tudatosan tört ki nehéz élethelyzetéből, majd diplomát szerzett, férjhez ment, és ma három gyerek édesanyja.
- Dunai Attila – csapatépítő tréner, HR-filozófus, akit nem a szülei, hanem fizetett, idegen szülők neveltek fel, végül pedig a Fóti Gyermekvárosba került. Saját bevallása szerint mindent minta nélkül, könyvből és magának kigondolva kellett megtanulnia, hogyan legyen jó barát, férj és apa.[4]

## Cselekmény
A film Szabó Borbálával kezdődik, aki gyerekkori megpróbáltatásait egy regényben írta ki magából. Arról beszél, mikor és hogyan volt képes saját lelki terheitől megszabadulni annak érdekében, hogy saját gyerekeinek már ne kelljen az ő terheit cipelnie. A feladattal való közös megbirkózási stratégia és az a fordulópont, amikor döntésüket meghozták, az, ami közös minden megszólaltatott szereplőben. Van közöttük olyan is, aki az árvaházból kikerülve maga is hivatásos nevelő lett, és ma már árvaházat vezet. Másoknak azt a pluszt, ami segített átlendülni a holtponton, a civil szférában való jótékonykodás adta meg.
Megismerjük Danó Éva gyerekvédelmi esetmenedzser történetét is, aki szociális munkásként dolgozik, és bántalmazó szülők mellett nevelkedett. Életében a gyökeres fordulatot a szomszéd lelkész felesége hozta, történetét pedig egy novellaíró pályázaton indulva mesélte el először.
Sokaknak a művészet jelentette a terápiát. A film bemutatja Bagi Iván humorista életét is, aki úgy tudott hozzájutni a számára a túléléshez szükséges erkölcsi többlethez, hogy másokat parodizált. Később ez lett számára a kibontakozás felé vezető út is.
A film végére pedig világosság válik, hogy a szereplők túlélési stratégiájában nincs lényeges különbség: türelem, akaraterő és következetesség. Nagyon erős negatív mintáikat ennek a három képességnek a kifejlesztésével sikerült legyőzniük, és ez egyben tudatossá teszi őket a következő generáció nevelésében is.

## Szakértők
- Prof. dr. Bagdy Emőke (pszichológus)
- Berényi András (pszichológus)
- Dr. Harangozó Judit (pszichiáter)
- Dr. Kádár Annamária (pszichológus)
- Orvos-Tóth Noémi (pszichológus)
- Kosza Erzsébet (nevelő)
- Menyhárt Ernő (nevelő)
- Menyhárt Rita (nevelő)
- Szemeti Krisztina (nevelő)[3]

## Megszólalók
- Alex
- Prof. dr. Bagdy Emőke
- Bagi Iván
- Berényi András
- Böjte Csaba
- Danó Eszter Nóra
- Danó Éva
- Danó Hanna Rebeka
- Danó Kristóf Dániel
- Danó Péter
- Denissza
- Dunai Attila
- Dunai Luca
- Dunai Márk Bence
- Dr. Harangozó Judit
- Dr. Kádár Annamária
- Kosza Erzsébet
- Menyhárt Ernő
- Menyhárt Rita Mónika
- Nényei Balázs Elek
- Nényei Klára Éva
- Nényei Zoárd István
- Orvos-Tóth Noémi
- Szabó Borbála
- Szemeti Krisztina
- Tóth Zsé Ferenc[3]

## Forgatási helyszínek
- Fóti Gyermekváros (Károlyi István Gyermekközpont) (Fót, Magyarország)
- Tündérkör Alapítvány (Debrecen, Magyarország)
- Debreceni Egyetem Mentálhigiénés és Esélyegyenlőségi Központ (Debrecen, Magyarország)
- Debreceni Egyetem Gyermeknevelési és Gyógypedagógiai Kar (Debrecen, Magyarország)
- Ébredések Alapítvány (Budapest, Magyarország)
- Jurányi Produkciós Közösségi és Inkubátorház (Budapest, Magyarország)
- Aszód, Magyarország
- Budaörs, Magyarország
- Szent Erzsébet Gyermekotthon (Szászváros, Románia)
- Gálospetri Szentháromság Otthon (Gálospetri, Románia)
- Dévai Szent Ferenc Alapítvány (Déva, Románia)[3]

## Díjak, elismerések
- Las Vegas-i The NewsFest – True Stories International Film – versenyprogramba került, 2. helyezett az ismeretterjesztő- és dokumentumfilm kategóriában
- Kiez Berlin Film Festival – legjobb film az Egészség és gyógyszer kategóriában[6]
- Writers Festival – versenyprogramba került
- Eurasia International Monthly Film Festival – versenyprogramba került
- Wallachia International Film Festival – versenyprogramba került
- Ars Sacra Festival – versenyprogramba került
- REEL Recovery Film Festival – versenyprogramba került[7]